# 帝国公道会

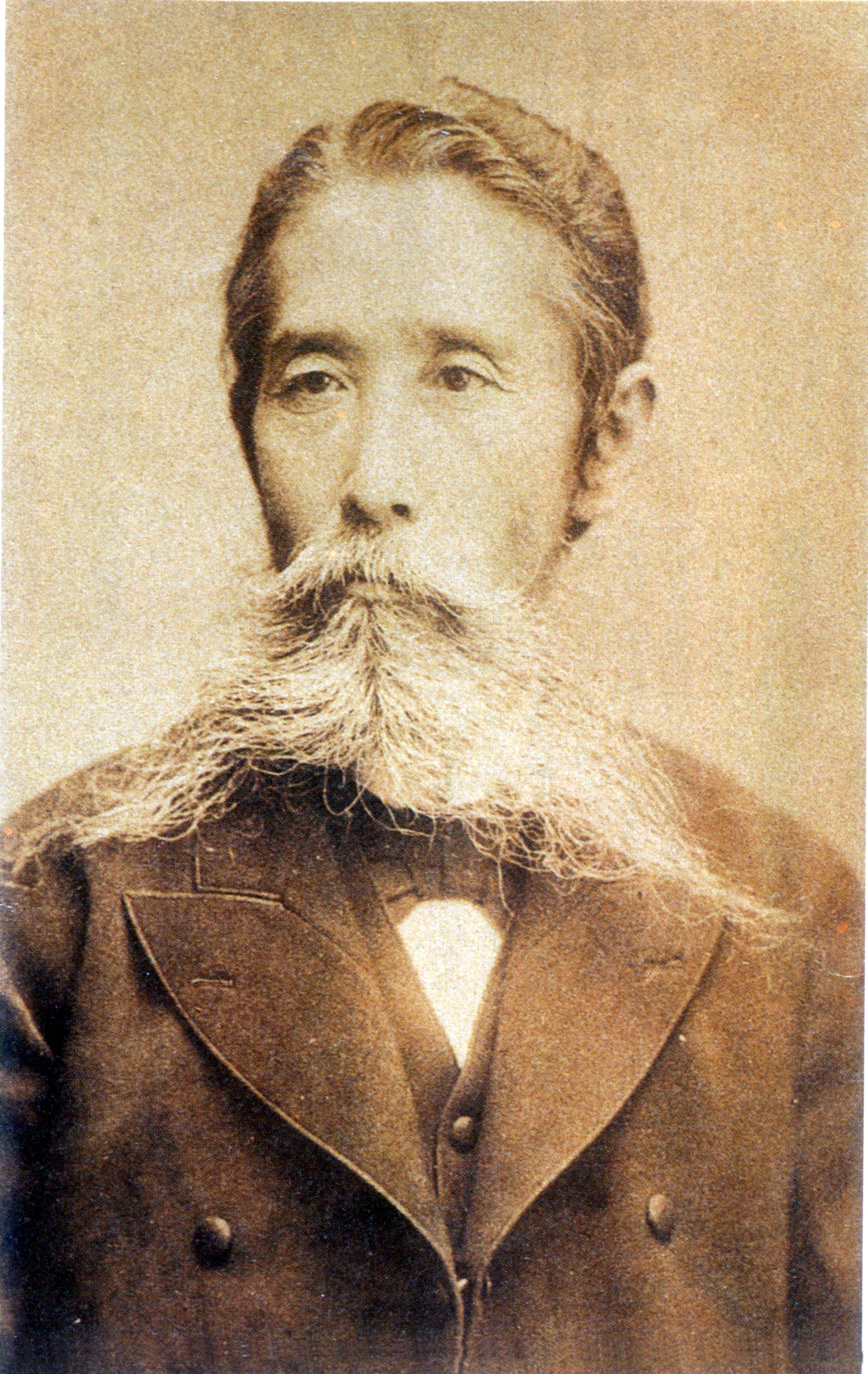
帝国公道会初代会長・板垣退助

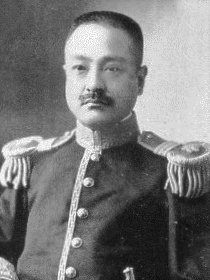
第2代会長・大木遠吉

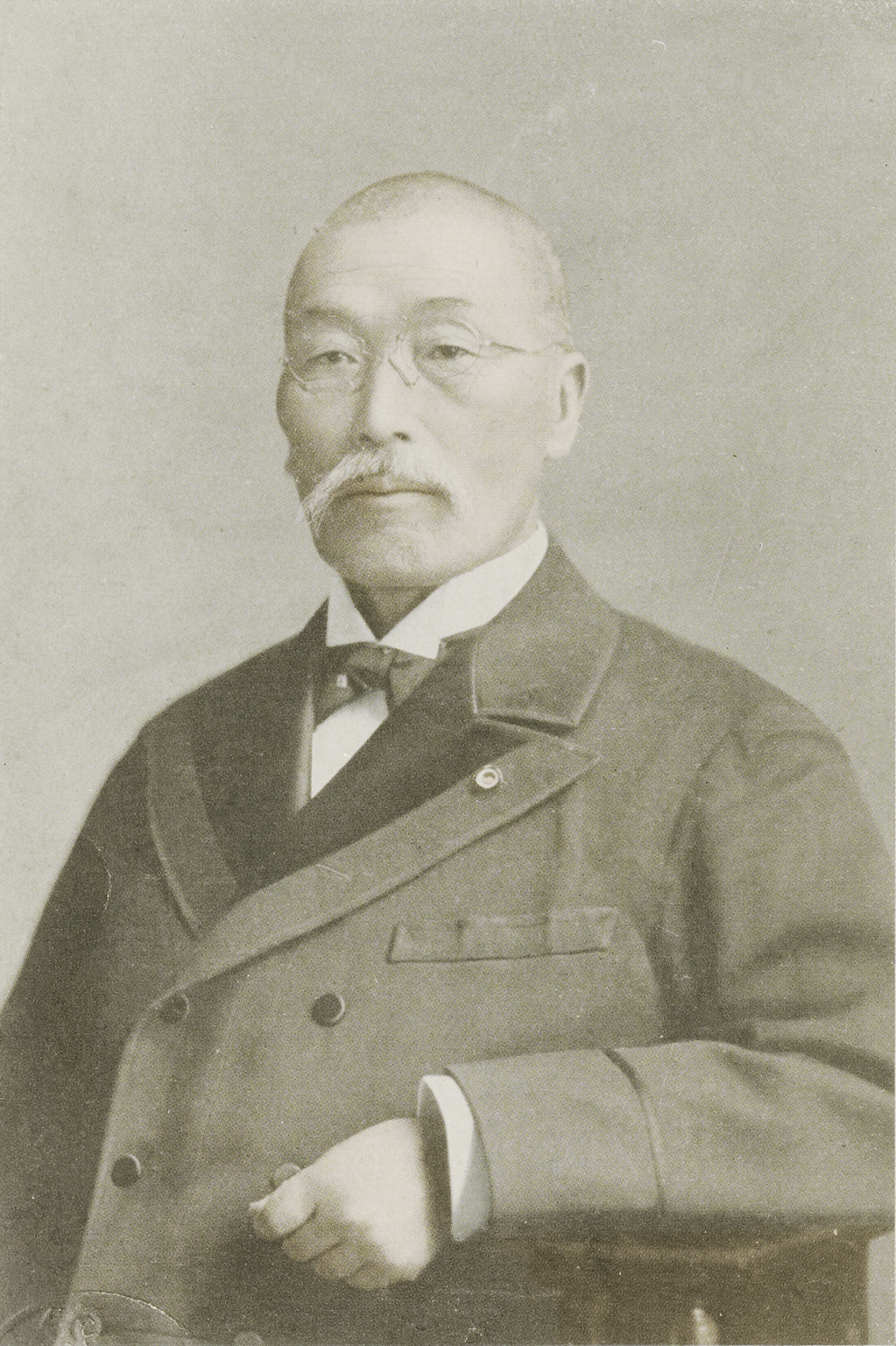
副会長・大江卓

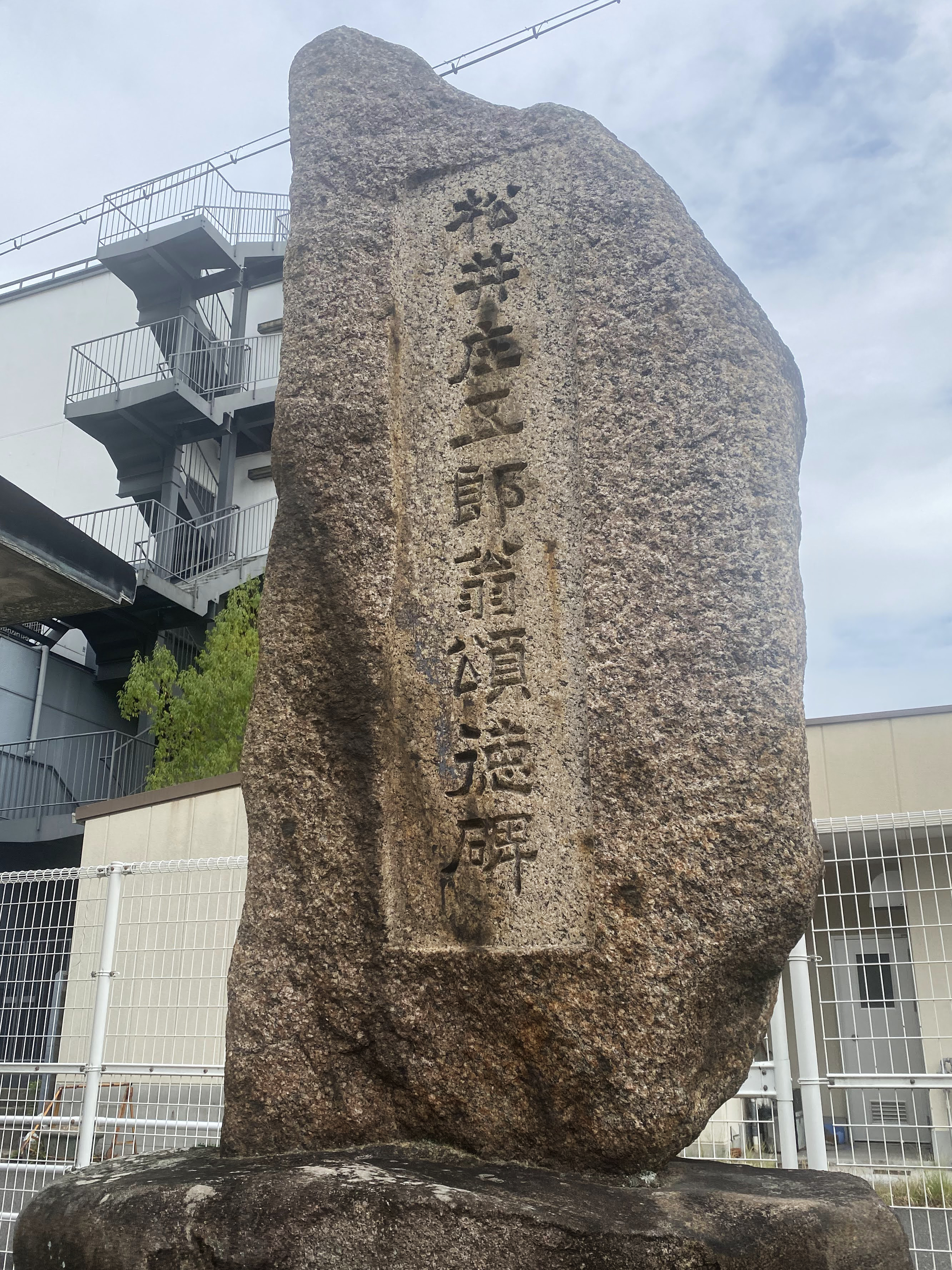
松井庄五郎翁頌徳碑（奈良市）

帝国公道会（ていこくこうどうかい）とは、日本で最初に結成された全国規模の融和運動団体。全国水平社とは思想的相違から、終始対立的立場にあった。

## 概略
明治時代、被差別部落の生活改善と思想善導を目的とした組織の結成を計画した人物に、奈良県の松井庄五郎や山口県の僧侶・河野諦円らがいた。松井は、大正元年（1912年）「大和同志会」を設立したが、さらに規模拡大を考え、明治初期の解放令制定にも関わった元代議士・大江卓を顧問に迎えて、全国的な展開を図ろうと考えた。そこで、山口県の河野諦円の同志・岡本道寿が大江に折衝したところ快諾を得る。さらに大江の提案で板垣退助を盟主に頂き、大同団結を図ることになった。これにより、政財官界や宗教界の代表に参加を呼びかけ、大正3年（1914年）6月7日、「帝国公道会」が結成された。

## 創設
初代会長は板垣退助、副会長は大木遠吉・本田親済が就任し、解放令発布を明治天皇の恩徳とし、恩徳に報いるために社会はこれまでの差別を反省して部落の住民への同情を注ぎ、住民も社会の一員として認められるような行動を求めた。特に明治天皇の聖旨「億兆一人もその処を得ざるものあるは、これ朕が罪なり」とある『億兆安撫國威宣揚の御宸翰』を重視し、この意を体して実践することこそが、日本民族の発展につながるとした。

## 沿革

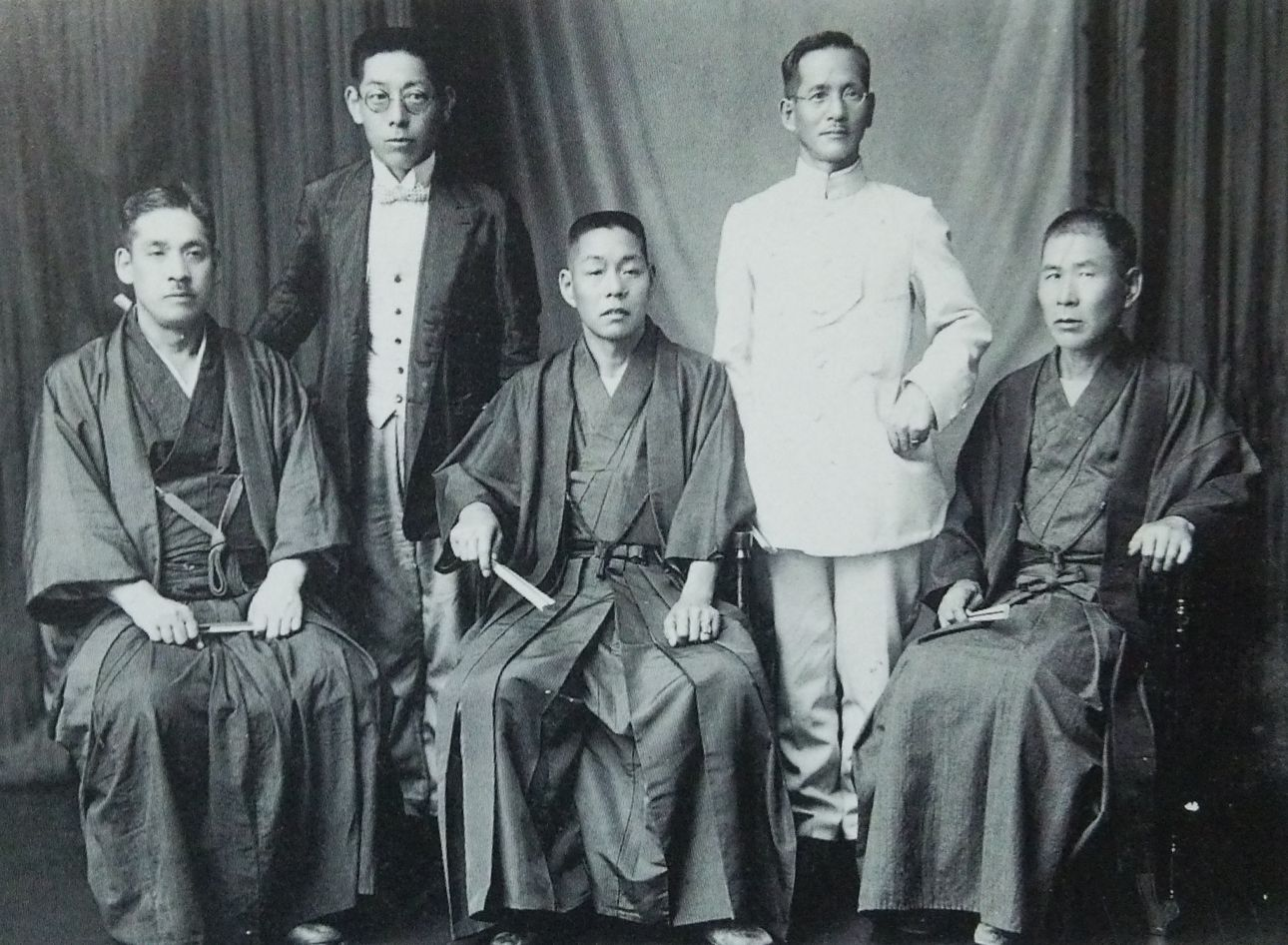
大和同志会幹部。左より、松井庄五郎、吉川吉次郎、東清吉、藤井彦五郎、坂本清俊

機関誌『公道』を発刊。のち書名を『社會改善公道』と改め、松井庄五郎の設立した大和同志会と共同歩調をとり、同会の機関誌『明治之光』と、帝国公道会の機関誌『社會改善公道』を相互に共同刊行。世論の喚起を促し、また各地の部落の現状を調査して差別問題の調停や北海道などへの移住による生活改善策の実施を図った。
大正7年（1918年）米騒動が発生すると、水野錬太郎内務大臣の要請を受けた大江は各地の部落を回って軽挙妄動を慎むことを諭した。大正8年（1919年）2月23日に各界名士や部落指導者を招いて第1回同情融和大会（どうじょうゆうわたいかい）を開催して「部落改善」「同情融和」を決議。この時、松井庄五郎は、奈良県の部落代表として参画した。しかし、同年7月16日、会長の板垣退助が薨去。これに伴い、大木が第2代会長に就任し、大江が副会長に就任した。また同年、大木遠吉は大日本国粋会総裁に就任。融和団体に国粋思想が深く浸透するきっかけとなった。同年10月、高知県公道会が結成される
。
大正10年（1921年）2月13日に、第2回大会を開き「明治天皇の聖旨を奉戴し、上下一致同情融和の実を挙げむことを期す」とする決議を採択した。

## 全国水平社との対立
大正10年（1921年）2月の大会では、帝国公道会の指針である「同情融和論」に反対し、部落大衆による自主解放を求める檄文が撒かれる一幕があり、明治天皇の恩恵と説く考えを欺瞞として批判を行う派閥（左派）が登場した。また同年、大江が死去したことにより、求心力が衰微すると、檄文を撒いた一派らが左派を集めて会を割り、大正11年（1922年）3月3日、全国水平社を結成してしまう。会を割られた帝国公道会は、大正12年（1923年）3月に起きた「水国事件」に代表されるように、全国水平社と対立を深めた。しかし、全国水平社の左傾化に、皆が納得していた訳ではなく、昭和2年（1927年）1月、全国水平社の重鎮・南梅吉らが左派運動に疑問を呈し「水平社」を割って右派を結集し「日本水平社」を組織。この派閥は融和運動に路線を戻った。

## 高知県公道会と高知県自治団
大正8年（1919年）10月、大江卓の帰郷を期して「高知県公道会」が設立される。高知県公道会は、帝国公道会と連携していたが、帝国公道会の高知支部とはならずに活動した。この高知県公道会から派生し、昭和2年（1927年）7月、植村省馬によって「高知県自治団」が設立される。高知県自治団は、高知県公道会の下部組織とはならず、協力関係を築きながら独自に運動を進めた。高知県自治団は、全国的に見れば帝国公道会（右派）側の活動であったが、一方で全国水平社（左派）の活動に出席することもあり、独自の距離感を保ったが、このことが後に、高知県公道会と高知県自治団の軋轢を生じた。

## 帝国公道会のその後
大正14年（1925年）、帝国公道会は「全国融和連盟」の傘下に入り活動を続けた。昭和2年（1927年）7月30日、帝国公道会は、財団法人中央融和事業協会と合併。これが後に全日本同和会となり、現在の自由同和会へ名称を変更しながら融和運動の精神を引き継いでいる。